# Lijst van nummer 1-hits in de Nederlandse Top 40 in 2007
Deze hits stonden in 2007 op nummer 1 in de Nederlandse Top 40.
| Nummer | Datum        | Artiest                           | Titel                            |
| ------ | ------------ | --------------------------------- | -------------------------------- |
| 637    | 6 januari    | Jan Smit                          | Cupido                           |
| 638    | 13 januari   | XYP                               | Body to body                     |
| 639    | 20 januari   | U2                                | Window in the skies              |
|        | 27 januari   | U2                                | Window in the skies              |
| 640    | 3 februari   | Nienke                            | Het huis Anubis                  |
| 641    | 10 februari  | Nelly Furtado                     | All good things (come to an end) |
|        | 17 februari  | Nelly Furtado                     | All good things (come to an end) |
| 642    | 24 februari  | Theo Maassen & De Kapotte Kontjes | Lauwe pis                        |
|        | 3 maart      | Theo Maassen & De Kapotte Kontjes | Lauwe pis                        |
| 643    | 10 maart     | Sharon Kips                       | Heartbreak away                  |
|        | 17 maart     | Sharon Kips                       | Heartbreak away                  |
|        | 24 maart     | Sharon Kips                       | Heartbreak away                  |
| 644    | 31 maart     | Jeckyll & Hyde                    | Freefall                         |
|        | 7 april      | Jeckyll & Hyde                    | Freefall                         |
| 645    | 14 april     | Jan Smit                          | Op weg naar geluk                |
| 646    | 21 april     | Guus Meeuwis                      | Tranen gelachen                  |
|        | 28 april     | Guus Meeuwis                      | Tranen gelachen                  |
| 647    | 5 mei        | Beyoncé & Shakira                 | Beautiful liar                   |
|        | 12 mei       | Beyoncé & Shakira                 | Beautiful liar                   |
|        | 19 mei       | Beyoncé & Shakira                 | Beautiful liar                   |
| 648    | 26 mei       | André Hazes & Gerard Joling       | Blijf bij mij                    |
|        | 2 juni       | André Hazes & Gerard Joling       | Blijf bij mij                    |
|        | 9 juni       | André Hazes & Gerard Joling       | Blijf bij mij                    |
|        | 16 juni      | André Hazes & Gerard Joling       | Blijf bij mij                    |
|        | 23 juni      | André Hazes & Gerard Joling       | Blijf bij mij                    |
|        | 30 juni      | André Hazes & Gerard Joling       | Blijf bij mij                    |
|        | 7 juli       | André Hazes & Gerard Joling       | Blijf bij mij                    |
|        | 14 juli      | André Hazes & Gerard Joling       | Blijf bij mij                    |
|        | 21 juli      | André Hazes & Gerard Joling       | Blijf bij mij                    |
|        | 28 juli      | André Hazes & Gerard Joling       | Blijf bij mij                    |
|        | 4 augustus   | André Hazes & Gerard Joling       | Blijf bij mij                    |
| 649    | 11 augustus  | Jeroen van der Boom               | Jij bent zo                      |
|        | 18 augustus  | Jeroen van der Boom               | Jij bent zo                      |
| 650    | 25 augustus  | Mika                              | Relax, take it easy              |
|        | 1 september  | Mika                              | Relax, take it easy              |
|        | 8 september  | Mika                              | Relax, take it easy              |
|        | 15 september | Mika                              | Relax, take it easy              |
|        | 22 september | Mika                              | Relax, take it easy              |
|        | 29 september | Mika                              | Relax, take it easy              |
|        | 6 oktober    | Mika                              | Relax, take it easy              |
| 651    | 13 oktober   | André Hazes & André Hazes jr.     | Bedankt mijn vriend              |
|        | 20 oktober   | André Hazes & André Hazes jr.     | Bedankt mijn vriend              |
|        | 27 oktober   | André Hazes & André Hazes jr.     | Bedankt mijn vriend              |
| 652    | 3 november   | Jan Smit                          | Dan volg je haar benen           |
|        | 10 november  | Jan Smit                          | Dan volg je haar benen           |
|        | 17 november  | Jan Smit                          | Dan volg je haar benen           |
|        | 24 november  | Jan Smit                          | Dan volg je haar benen           |
| 653    | 1 december   | Rihanna                           | Don't stop the music             |
|        | 8 december   | Rihanna                           | Don't stop the music             |
| 654    | 15 december  | Jeroen van der Boom               | Eén wereld                       |
|        | 22 december  | Jeroen van der Boom               | Eén wereld                       |
| 655    | 29 december  | Timbaland & OneRepublic           | Apologize                        |